# Campeonato Rondoniense
Het Campeonato Rondoniense is het voetbalkampioenschap van de Braziliaanse staat Rondônia en wordt georganiseerd door de voetbalfederatie FFER. De competitie is een van de zwakste van het land, maar kon in 2016 wel twee plaatsen klimmen op de CBF-ranking naar de 24ste plaats, al zakten ze in 2017 wel weer één plaatsje. In 2020 stegen ze weer, maar in 2021 zakten ze naar de voorlaatste plaats. De competitie mag één club afvaardigen voor de Série D, tussen 2016 en 2021 waren dit nog twee ploegen. De statelijke bond bepaalt welke ploegen dit zijn, meestal de kampioen, aangezien geen enkele club actief is in hogere nationale reeksen.
De competitie werd opgericht in 1945 als amateurkampioenschap. In 1991 werd het een profkampioenschap. Het format wijzigt zoals in de meeste staatscompetities vrijwel elk jaar. Voor de invoering van de profcompetitie kon geen enkel team van buiten Porto Velho de titel winnen, het gros van het aantal clubs kwam dan ook uit de hoofdstad. Sinds het profvoetbal kon Porto Velho nog maar twee titels winnen en is er met Genus nog maar één grote club.

## Nationaal niveau
Daar de competitie pas laat geprofessionaliseerd werd heeft er nooit een club uit Rondônia in de Série A of de Série B. In 1992 en van 1994 tot 2007, met uitzondering van seizoen 1998, speelde er wel altijd een club in de Série C. Met acht deelnames is Ji-Paraná de succesvolste club op nationaal niveau. Na de invoering van de Série D, werd het opzet van de Série C nu dat van de Série D waardoor de staat elk jaar één deelnemer mag afleveren. Geen enkele club slaagde er tot dusver in om te promoveren naar de Série C.

## Overzicht

### Amateurtijdperk
| Editie | Jaar | Kampioen                   | Vice-kampioen              |
| ------ | ---- | -------------------------- | -------------------------- |
| 1ª     | 1945 | Ypiranga (Porto Velho)     |                            |
| 2ª     | 1946 | Ferroviário (Porto Velho)  |                            |
| 3ª     | 1947 | Ferroviário (Porto Velho)  |                            |
| 4ª     | 1948 | Ferroviário (Porto Velho)  |                            |
| 5ª     | 1949 | Ferroviário (Porto Velho)  |                            |
| 6ª     | 1950 | Ferroviário (Porto Velho)  |                            |
| 7ª     | 1951 | Ferroviário (Porto Velho)  |                            |
| 8ª     | 1952 | Ferroviário (Porto Velho)  |                            |
| 9ª     | 1953 | Ypiranga (Porto Velho)     |                            |
| 10ª    | 1954 | Moto Clube (Porto Velho)   |                            |
| 11ª    | 1955 | Ferroviário (Porto Velho)  |                            |
| 12ª    | 1956 | Flamengo (Porto Velho)     |                            |
| 13ª    | 1957 | Ferroviário (Porto Velho)  |                            |
| 14ª    | 1958 | Ferroviário (Porto Velho)  |                            |
| 15ª    | 1959 | Ypiranga (Porto Velho)     |                            |
| 16ª    | 1960 | Flamengo (Porto Velho)     |                            |
| 17ª    | 1961 | Flamengo (Porto Velho)     |                            |
| 18ª    | 1962 | Flamengo (Porto Velho)     |                            |
| 19ª    | 1963 | Ferroviário (Porto Velho)  |                            |
| 20ª    | 1964 | Ypiranga (Porto Velho)     |                            |
| 21ª    | 1965 | Flamengo (Porto Velho)     |                            |
| 22ª    | 1966 | Flamengo (Porto Velho)     |                            |
| 23ª    | 1967 | Flamengo (Porto Velho)     |                            |
| 24ª    | 1968 | Moto Clube (Porto Velho)   | Ypiranga (Porto Velho)     |
| 25ª    | 1969 | Moto Clube (Porto Velho)   |                            |
| 26ª    | 1970 | Ferroviário (Porto Velho)  |                            |
| 27ª    | 1971 | Moto Clube (Porto Velho)   | São Domingos (Porto Velho) |
| 28ª    | 1972 | Moto Clube (Porto Velho)   |                            |
| 29ª    | 1973 | São Domingos (Porto Velho) | Moto Clube (Porto Velho)   |
| 30ª    | 1974 | Botafogo (Porto Velho)     |                            |
| 31ª    | 1975 | Moto Clube (Porto Velho)   | Flamengo (Porto Velho)     |
| 32ª    | 1976 | Moto Clube (Porto Velho)   | Ypiranga (Porto Velho)     |
| 33ª    | 1977 | Moto Clube (Porto Velho)   |                            |
| 34ª    | 1978 | Ferroviário (Porto Velho)  |                            |
| 35ª    | 1979 | Ferroviário (Porto Velho)  |                            |
| 36ª    | 1980 | Moto Clube (Porto Velho)   |                            |
| 37ª    | 1981 | Moto Clube (Porto Velho)   | Flamengo (Porto Velho)     |
| 38ª    | 1982 | Flamengo (Porto Velho)     |                            |
| 39ª    | 1983 | Flamengo (Porto Velho)     |                            |
| 40ª    | 1984 | Ypiranga (Porto Velho)     |                            |
| 41ª    | 1985 | Flamengo (Porto Velho)     |                            |
| 42ª    | 1986 | Ferroviário (Porto Velho)  | Flamengo (Porto Velho)     |
| 43ª    | 1987 | Ferroviário (Porto Velho)  |                            |
|        | 1988 | Geen competitie            | Geen competitie            |
| 44ª    | 1989 | Ferroviário (Porto Velho)  |                            |
|        | 1990 | Geen competitie            | Geen competitie            |

### Proftijdperk
| Edição | Ano  | Campeão                    | Vice-campeão                     |
| ------ | ---- | -------------------------- | -------------------------------- |
| 45ª    | 1991 | Ji-Paraná (Ji-Paraná)      | Ferroviário (Porto Velho)        |
| 46ª    | 1992 | Ji-Paraná (Ji-Paraná)      | Grêmio (Espigão d'Oeste)         |
| 47ª    | 1993 | Ariquemes (Ariquemes)      | Porto Velho (Porto Velho)        |
| 48ª    | 1994 | Ariquemes (Ariquemes)      | Ji-Paraná (Ji-Paraná)            |
| 49ª    | 1995 | Ji-Paraná (Ji-Paraná)      | Ariquemes (Ariquemes)            |
| 50ª    | 1996 | Ji-Paraná (Ji-Paraná)      | Cruzeiro (Porto Velho)           |
| 51ª    | 1997 | Ji-Paraná (Ji-Paraná)      | Ouro Preto (Ouro Preto do Oeste) |
| 52ª    | 1998 | Ji-Paraná (Ji-Paraná)      | Cruzeiro (Porto Velho)           |
| 53ª    | 1999 | Ji-Paraná (Ji-Paraná)      | Pinheiros (Rolim de Moura)       |
| 54ª    | 2000 | Guajará (Guajará-Mirim)    | Genus (Porto Velho)              |
| 55ª    | 2001 | Ji-Paraná (Ji-Paraná)      | União Cacoalense (Cacoal)        |
| 56ª    | 2002 | CFA (Porto Velho)          | União Cacoalense (Cacoal)        |
| 57ª    | 2003 | União Cacoalense (Cacoal)  | CFA (Porto Velho)                |
| 58ª    | 2004 | União Cacoalense (Cacoal)  | Ji-Paraná (Ji-Paraná)            |
| 59ª    | 2005 | Vilhena (Vilhena)          | Ji-Paraná (Ji-Paraná)            |
| 60ª    | 2006 | Ulbra (Ji-Paraná)          | Vilhena (Vilhena)                |
| 61ª    | 2007 | Ulbra (Ji-Paraná)          | Jaruense (Jaru)                  |
| 62ª    | 2008 | Ulbra (Ji-Paraná)          | Vilhena (Vilhena)                |
| 63ª    | 2009 | Vilhena (Vilhena)          | Genus (Porto Velho)              |
| 64ª    | 2010 | Vilhena (Vilhena)          | Ariquemes (Ariquemes)            |
| 65ª    | 2011 | Espigão (Espigão d'Oeste)  | Ariquemes (Ariquemes)            |
| 66ª    | 2012 | Ji-Paraná (Ji-Paraná)      | Espigão (Espigão d'Oeste)        |
| 67ª    | 2013 | Vilhena (Vilhena)          | Pimentense (Pimenta Bueno)       |
| 68ª    | 2014 | Vilhena (Vilhena)          | Ariquemes (Ariquemes)            |
| 69ª    | 2015 | Genus (Porto Velho)        | Vilhena (Vilhena)                |
| 70ª    | 2016 | Rondoniense (Porto Velho)  | Genus (Porto Velho)              |
| 71ª    | 2017 | Real Ariquemes (Ariquemes) | Barcelona (Vilhena)              |
| 72ª    | 2018 | Real Ariquemes (Ariquemes) | Barcelona (Vilhena)              |
| 73ª    | 2019 | Vilhenense (Vilhena)       | Ji-Paraná (Ji-Paraná)            |
| 74ª    | 2020 | Porto Velho (Porto Velho)  | Real Ariquemes (Ariquemes)       |
| 75ª    | 2021 | Porto Velho (Porto Velho)  | Real Ariquemes (Ariquemes)       |
| 76ª    | 2022 | Real Ariquemes (Ariquemes) | União Cacoalense (Cacoal)        |
| 77ª    | 2023 | Porto Velho (Porto Velho)  | Ji-Paraná (Ji-Paraná)            |
| 78ª    | 2024 | Porto Velho (Porto Velho)  | Barcelona (Porto Velho)          |

## Titels per club
| Club             | Stad            | Titels | Seizoenen                                                                                              |
| ---------------- | --------------- | ------ | --- |
| Ferroviário      | Porto Velho     | 17     | (1946, 1947, 1948, 1949, 1950, 1951, 1952, 1955, 1957, 1958, 1963, 1970, 1978, 1979, 1986, 1987, 1989) |
| Flamengo         | Porto Velho     | 10     | (1956, 1960, 1961, 1962, 1965, 1966, 1967, 1982, 1983, 1985)                                           |
| Moto Clube       | Porto Velho     | 10     | (1954, 1968, 1969, 1971, 1972, 1975, 1976, 1977, 1980, 1981)                                           |
| Ji-Paraná        | Ji-Paraná       | 9      | (1991, 1992, 1995, 1996, 1997, 1998, 1999, 2001, 2012)                                                 |
| Vilhena          | Vilhena         | 5      | (2005, 2009, 2010, 2013, 2014)                                                                         |
| Ypiranga         | Porto Velho     | 5      | (1945, 1953, 1959, 1964, 1984)                                                                         |
| Porto Velho      | Porto Velho     | 4      | (2020, 2021, 2023, 2024)                                                                               |
| Real Ariquemes   | Ariquemes       | 3      | (2017, 2018, 2022)                                                                                     |
| Ulbra            | Ji-Paraná       | 3      | (2006, 2007, 2008)                                                                                     |
| Ariquemes        | Ariquemes       | 2      | (1993, 1994)                                                                                           |
| União Cacoalense | Cacoal          | 2      | (2003, 2004)                                                                                           |
| Botafogo         | Porto Velho     | 1      | (1974)                                                                                                 |
| CFA              | Porto Velho     | 1      | (2002)                                                                                                 |
| Espigão          | Espigão d'Oeste | 1      | (2011)                                                                                                 |
| Guajará          | Guajará-Mirim   | 1      | (2000)                                                                                                 |
| Genus            | Porto Velho     | 1      | (2015)                                                                                                 |
| São Domingos     | Porto Velho     | 1      | (1973)                                                                                                 |
| Rondoniense      | Porto Velho     | 1      | (2016)                                                                                                 |
| Vilhenense       | Vilhena         | 1      | (2019)                                                                                                 |

## Eeuwige ranglijst
Clubs die vetgedrukt staan spelen in 2024 in de hoogste klasse.
| Club             | Stad                | /34 | Periode (1991-2024)                                |
| ---------------- | ------------------- | --- | -------------------------------------------------- |
| Ji-Paranà        | Ji-Paraná           | 28  | 1991-1999, 2001-2007, 2012-2021, 2023-             |
| Genus            | Porto Velho         | 27  | 1998-                                              |
| Vilhena          | Vilhena             | 22  | 1992-1994, 1997, 2000, 2002-2015, 2017-2018, 2024- |
| União Cacoalense | Cacoal              | 22  | 1991-1992, 1996-1997, 1999-2008, 2012, 2014, 2019- |
| Cruzeiro         | Porto Velho         | 12  | 1995-2005, 2010                                    |
| Guajará          | Guajará-Mirim       | 12  | 1998-2001, 2003-2004, 2015-2020                    |
| Pimentense       | Pimenta Bueno       | 12  | 1993-1994, 2004-2009, 2013-2014, 2020, 2022        |
| Ariquemes FC     | Ariquemes           | 10  | 2008-2017                                          |
| Shallon          | Porto Velho         | 8   | 2000-2001, 2003-2006, 2009-2010                    |
| Rolim de Moura   | Rolim de Moura      | 8   | 2008-2014, 2016                                    |
| Rondoniense      | Porto Velho         | 8   | 2016-2023                                          |
| Real Ariquemes   | Ariquemes           | 8   | 2016-2023                                          |
| Pinheiros        | Rolim de Moura      | 6   | 1991-1992, 1995, 1999-2000, 2003                   |
| SE Ariquemes     | Ariquemes           | 6   | 1992-1995, 2000-2001                               |
| Barcelona        | Porto Velho         | 6   | 2017-2021, 2024-                                   |
| Porto Velho      | Porto Velho         | 6   | 2019-                                              |
| Espigão          | Espigão d'Oeste     | 5   | 2009-2013                                          |
| Operário         | Colorado do Oeste   | 4   | 1991-1993, 1995                                    |
| Grêmio           | Espigão d'Oeste     | 4   | 1992-1993, 1996, 2000                              |
| Ouro Preto       | Ouro Preto do Oeste | 4   | 1993, 1995, 1997, 1999                             |
| Vilhenense       | Vilhena             | 4   | 2018-2020, 2023                                    |
| Guaporé          | Rolim de Moura      | 4   | 2019-2021, 2023                                    |
| Flamengo         | Porto Velho         | 3   | 1991-1992, 1994                                    |
| Jaru             | Jaru                | 3   | 1993, 1995, 1999                                   |
| Porto Velho      | Porto Velho         | 3   | 1993, 1999-2000                                    |
| Ulbra            | Ji-Paraná           | 3   | 2006-2008                                          |
| Jaruense         | Jaru                | 3   | 2007-2009                                          |
| Moto Clube       | Porto Velho         | 3   | 2010-2012                                          |
| Colorado         | Pimenta Bueno       | 2   | 1991-1992                                          |
| Vila Nova        | Ji-Paraná           | 2   | 1994, 1997                                         |
| Ajax             | Vilhena             | 2   | 2000-2001                                          |
| CFA              | Porto Velho         | 2   | 2002-2003                                          |
| Ferroviário      | Porto Velho         | 1   | 1991                                               |
| Rio Branco       | Ariquemes           | 1   | 1991                                               |
| Vilhenense       | Vilhena             | 1   | 1991                                               |
| Industrial       | Ouro Preto do Oeste | 1   | 1992                                               |
| Santos           | Jaru                | 1   | 1992                                               |
| Cacoal           | Cacoal              | 1   | 1993                                               |
| Cerejeiras       | Cerejeiras          | 1   | 1993                                               |
| Palmares         | Porto Velho         | 1   | 1994                                               |
| Rondoniense      | Porto Velho         | 1   | 1995                                               |
| Ariquemes AC     | Ariquemes           | 1   | 1996                                               |
| Morumbi          | Guajará-Mirim       | 1   | 2016                                               |